# کوه یونتای (ماتسو)
کوه یونتای (به لاتین: Mount Yuntai) یک منطقهٔ مسکونی در تایوان است که در نانگان واقع شده‌است. کوه یونتای ۲۴۸ متر بالاتر از سطح دریا واقع شده‌است.